# ليه إيرنست
ليه إيرنست (بالإنجليزية: Les Earnest)‏ هو عالم حاسوب أمريكي، ولد في 17 ديسمبر 1930 في سان دييغو في الولايات المتحدة.

## وصلات خارجية
- الموقع الرسمي